# 모지스 마비다 스타디움

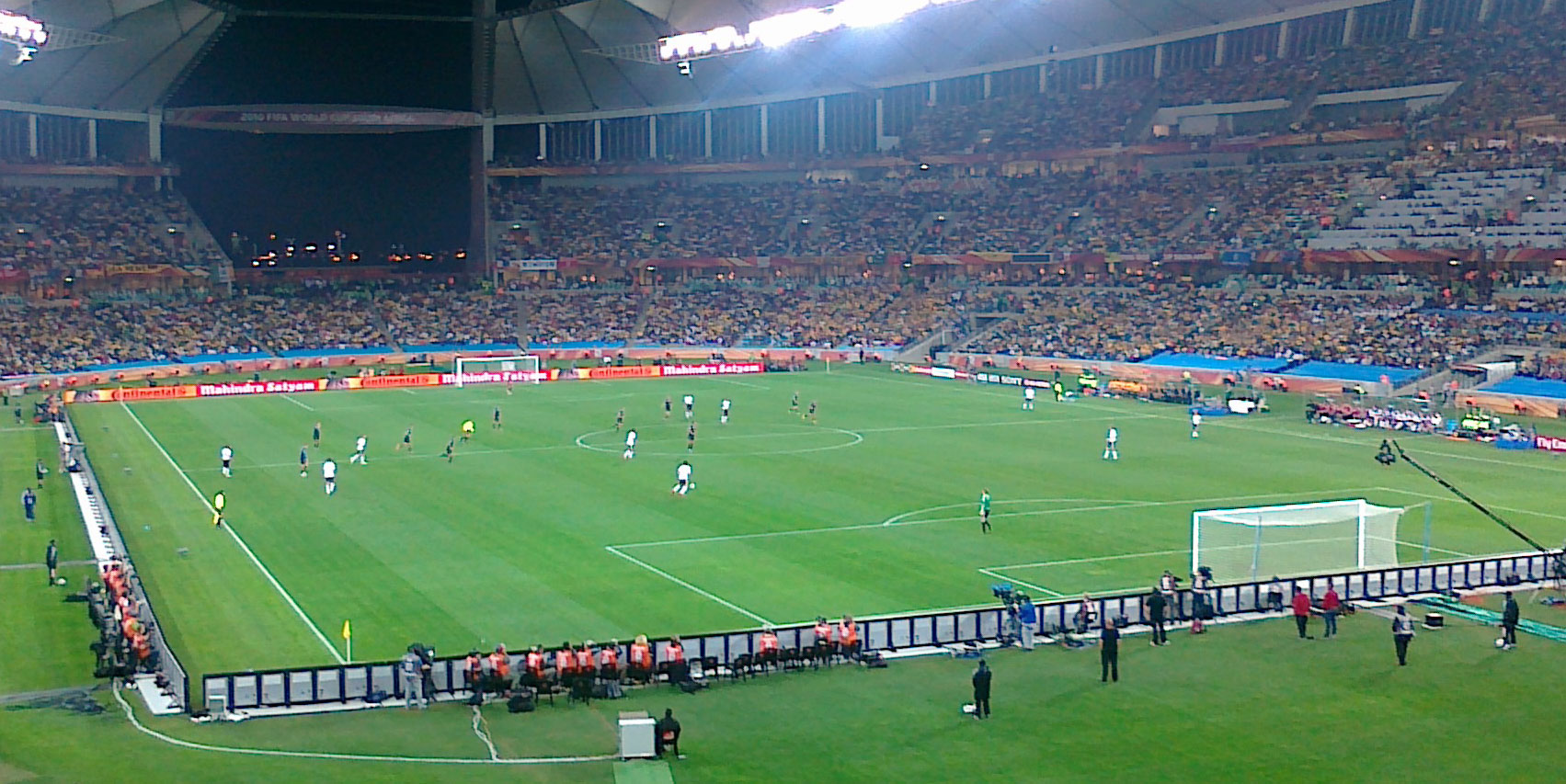
Moses Mabhida Stadium

모지스 마비다 스타디움(Moses Mabhida Stadium)은 남아프리카 공화국 더반의 다목적 경기장으로 2010 월드컵이 열린 곳이다. 수용인원은 월드컵 기간 동안은 70,000명이며 대회가 끝나면 54,000명으로 개조된다.

## 개요
이 경기장은 킹스 파크 경기장에 인접해 있으며, 최대 7만명까지 수용 가능하다. 구장 명칭은 남아프리카 공화국 공산당 위원장을 역임한 정치인인 모지스 마비다를 따서 명명되었다. 원래 2009년 9월 완공 예정이었지만 공사 지연으로 11월이 되어서야 완공되었으며 2010년 월드컵 본선과 준결승 등이 개최되었다.

## 경기장
신축된 모지스 마비다 스타디움은 더반 스포츠 구에 있는 킹스 파크 축구 경기장 위에 자리를 잡았다. 2010년 FIFA 월드컵 때는 7만명까지 관중을 수용할 계획이다. 이 구장의 설계로 인해 지역 경기에서는 54,000명으로 축소할 수 있으며, 올림픽과 같은 대규모 행사에서는 8만명까지 확장이 가능하다. 이 경기장은 두 개 층의 영과 좌석이 있고, 임시로 세 번째 좌석을 배치할 수 있다.

### 규모
- 경기장 : 320m x 280m x 45m

## 기록

### 2010년 FIFA 월드컵
2010년 FIFA 월드컵의 주요 경기장 중의 하나이며, 5개조의 경기와 16강 경기 1회 그리고 준결승이 이곳에서 열렸다. 월드컵 기간에는 이 경기장을 〈더반 스타디움〉이라는 호칭으로 사용되었다.

#### 2010년 월드컵 일정
| 날짜       | 시간 (UTC+2) | 팀 #1      | 결과 | 팀 #2          | 대회   | 관중   |
| ---------- | ------------ | ---------- | ---- | -------------- | ------ | ------ |
| 2010-06-13 | 20:30        | 독일       | 4-0  | 오스트레일리아 | D조    | 62,660 |
| 2010-06-16 | 16:00        | 스페인     | 0-1  | 스위스         | H조    | 62,453 |
| 2010-06-19 | 13:30        | 네덜란드   | 1-0  | 일본           | E조    | 62,010 |
| 2010-06-22 | 20:30        | 나이지리아 | 2-2  | 대한민국       | B조    | 61,874 |
| 2010-06-25 | 16:00        | 포르투갈   | 0-0  | 브라질         | G조    | 62,712 |
| 2010-06-28 | 16:00        | 네덜란드   | 2-1  | 슬로바키아     | 16강전 | 61,962 |
| 2010-07-07 | 20:30        | 독일       | 0-1  | 스페인         | 준결승 | 60,960 |

### 2026년 FIFA 월드컵 아프리카 지역 예선
| 날짜             | 팀 1              | 스코어 | 팀 2 | 라운드 |
| ---------------- | ----------------- | ------ | ---- | ------ |
| 2023년 11월 18일 | 남아프리카 공화국 | 2 - 1  | 베냉 | C조    |
| 2023년 11월 21일 | 레소토            | 0 - 0  | 베냉 | C조    |